# دنیل سانابریا
دنیل سانابریا (اسپانیایی: Daniel Sanabria‎؛ زادهٔ ۸ فوریهٔ ۱۹۷۷) یک بازیکن فوتبال اهل پاراگوئه است.

## تیم ملی
وی همچنین در تیم ملی فوتبال پاراگوئه بازی کرده‌است.